# 高級住宅街
高級住宅街（こうきゅうじゅうたくがい、英語: upscale neighborhood）とは、一般的に高額な住宅（邸宅・豪邸）が集中的に分布していることを特徴とする特定の都市の地域のことである。
お屋敷町（おやしきまち）、邸宅街（ていたくがい）とも呼ばれる。
その定義は主観的なものであり、要件は国や地域によって異なるが、不動産の鑑定評価等において大きなブランド力を保持していることも事実である。

## 概要
定義は多分に曖昧かつ主観的であり、下記の要件についても国や地域・時代によっても認識は多様である。
日本においては、国土交通省の「不動産鑑定評価基準運用上の留意事項」では、「住宅地域」を①～④の4つに細分化し、①を「敷地が広く、街区及び画地が整然とし、植生と眺望、景観等が優れ、建築の施工の質の高い建物が連たんし、良好な近隣環境を形成する等居住環境の極めて良好な従来から名声の高い地域」と定義する。これを「高級住宅地域」とする理解が見られる。
固定資産評価においては、「敷地が広大で、かつ、平均的にみて、一般住宅よりも多額の建築費を要する住宅の宅地が連続集中している地区」が「高級住宅地区」と定義されている。
立ち並ぶ建物が共同住宅か一戸建てかといった形態で高級住宅街を定義できるものではないが、高層マンション群は、その独自の景観や居住環境から、高級住宅街として定義されないこともある。この問題からしばしば伝統富裕層と新興富裕層の対立構造がメディアなどによって描かれる場合もある。
高級別荘地は、住宅の用途・目的の違い（「日常生活のための利用」か「余暇のための利用」かの違い）を除けば、高級住宅街とほぼ同義である。実際、時代とともに高級別荘地から高級住宅街へと変容した地域も多い。別荘地でありながら移住者がいる場合もある。また高級別荘地は、日常生活を送る上で必須ではないレジャー施設である別荘にまで多額の費用を投じることができるほどの財力がある個人や法人のコミュニティであるため、潜在的に莫大な資金力を保有していると考えられている。伝統的な避暑地やサマーリゾートでは「夏になると首都が移転してくる」といった比喩が生まれるほど、高級別荘地は高級住宅街との人的往来も顕著に見られる。一方で「高級」とはいえ、都市化している住宅街とは異なり、別荘地の多くは、森林や海浜などの自然が周囲に広がる田舎や地方にあることも大きな特徴である。例として日本では、軽井沢、日光中禅寺湖畔、京都南禅寺界隈、ニセコ等が高級別荘地として知られる。その他世界の有名な別荘地については、別荘#世界の有名な別荘地を参照。

## 欧州における高級住宅街

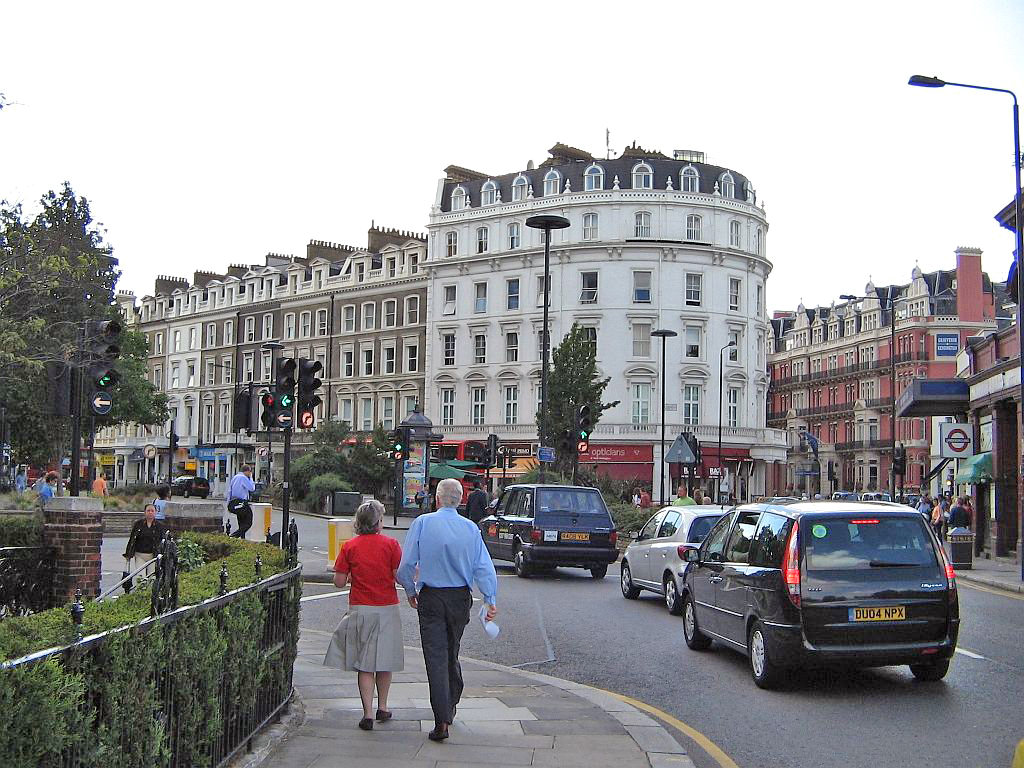
ロンドン市内サウス・ケンジントン（en, ケンジントン&チェルシー区）の街並

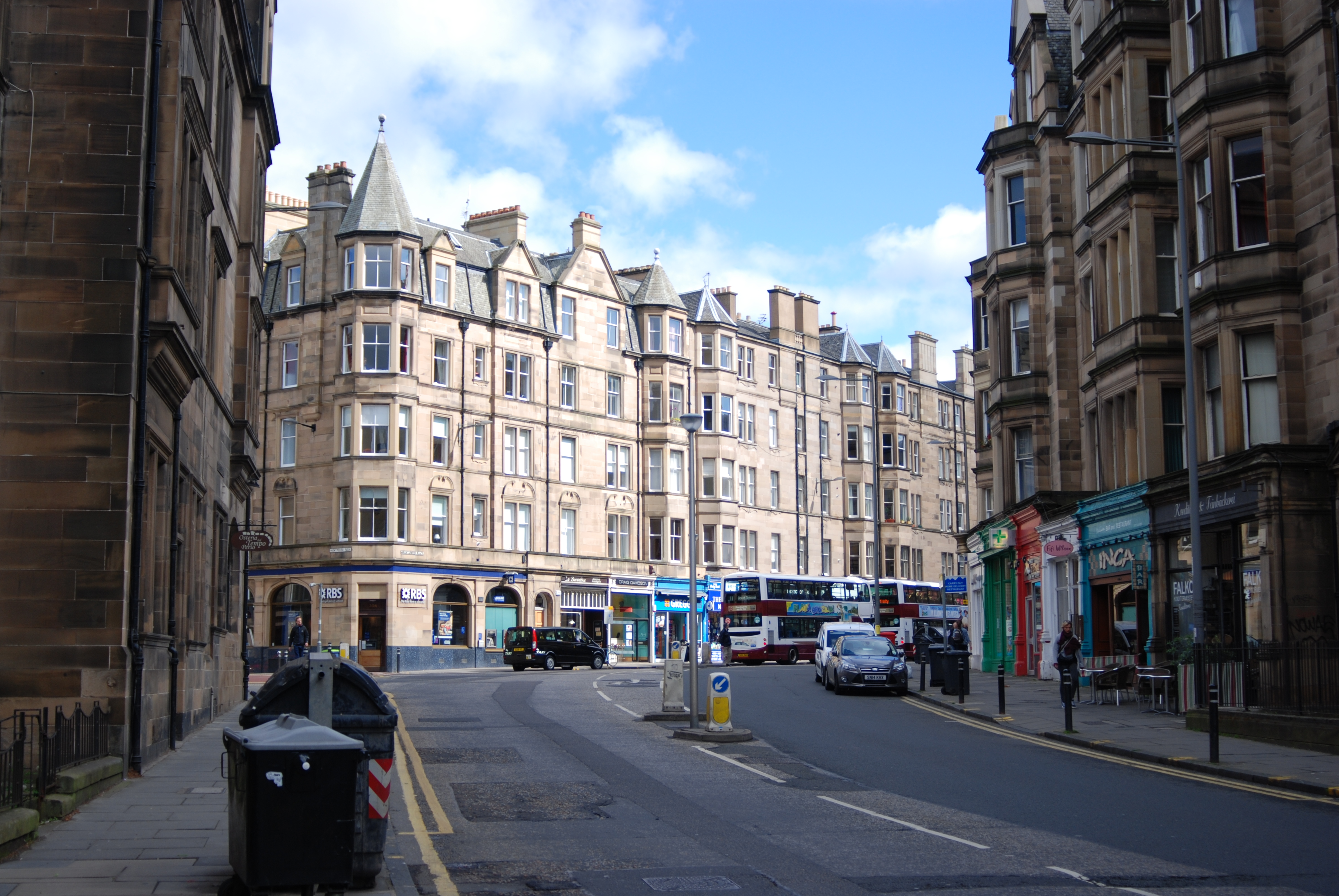
エジンバラのブランツフィールド (en)

### イギリス
ロンドン中心部のメイフェア地区（シティ・オブ・ウェストミンスター）、ベルグレイヴィア地区（シティ・オブ・ウェストミンスター及びケンジントン&チェルシー区）などが最高級住宅地とされているが、サウス・ケンジントン地区やチェルシー地区（ケンジントン&チェルシー区）、リンカーンズ・イン・フィールズ界隈やプリムローズ・ヒル地区（カムデン区）なども知られている。なお、ロンドン市内の高級住宅街の殆どが高級アパートメントである。反対に、上記の地域やシティから東側一帯のイーストエンド地区は、スラムなど歴史的な貧困地区とされた。
イギリスの他の地域の例としては、スコットランドのエジンバラにある、マーチモント (en)、ブランツフィールド (en)、カムリー・バンク (en)、ジョッパ (en) の各地区が知られている。

### ドイツ
ベルリン南西部のツェーレンドルフ地区 (en) 等が位置するシュテーグリッツ＝ツェーレンドルフ区内が高級住宅地とされているが、隣接するグリューネバルド地区 (en, シャルロッテンブルク＝ヴィルマースドルフ区) も知られている。

また、デュッセルドルフ近郊メアブッシュ (en) には裕福な住人が多く、1人当たりの納税額が例年ドイツ国内で1位である。緑が多く落ち着いた街並みとなっている。メアブッシュ市内のビューダリッヒ地区 (de) には高級住宅街が2ヶ所あり、そこにはプールが付いた大きな庭のある豪邸が多く立ち並んでいる。デュッセルドルフから西に約10kmの位置にある。

### フランス

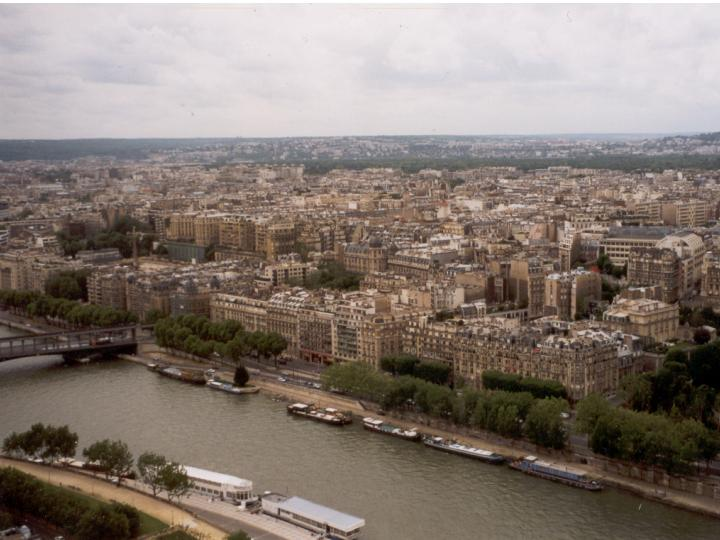
エッフェル塔からパッシー（パリ16区）を望む。下を流れるのはセーヌ川。

パリの行政区は同心円を形成するように番号が付けられており、その多くに17世紀と18世紀に建てられた歴史的な邸宅があり、一部はフランス政府が所有している。
パリ中心部のサン＝ルイ島（4区）は高級住宅街とされているが、元々スペースが狭いパリ市街の中でも、更に狭い島でしかない。それは“貴族街”とも呼ばれるアンヴァリッド地区やフォーブール・サンジェルマン界隈（7区）でも事情は変わらず、旧貴族や富豪らが暮らすスペースとしてパッシー界隈（16区）が発展したように、高級化の波はパリ市街西部に拡がっていった歴史を持つ。これらの他に、サンジェルマン・デ・プレ地区（6区）、シャンゼリゼ通り周辺やフォーブール・サントノレ界隈（8区）等が知られている。
フランスの場合、英米圏などと異なり、大都市の都心部やかつての城壁に囲まれた地域が一般的に高級住宅街とされているが、例外として挙げれば、パリ近郊だとヌイイ＝シュル＝セーヌが隣接する16区と並ぶグレードの高さで知られている。パリ16区（パッシー、オートゥイユ）からヌイイまでまとめて (Neuilly-Auteuil-Passy)、"NAP"（ナップ、en, fr）と呼称されている。

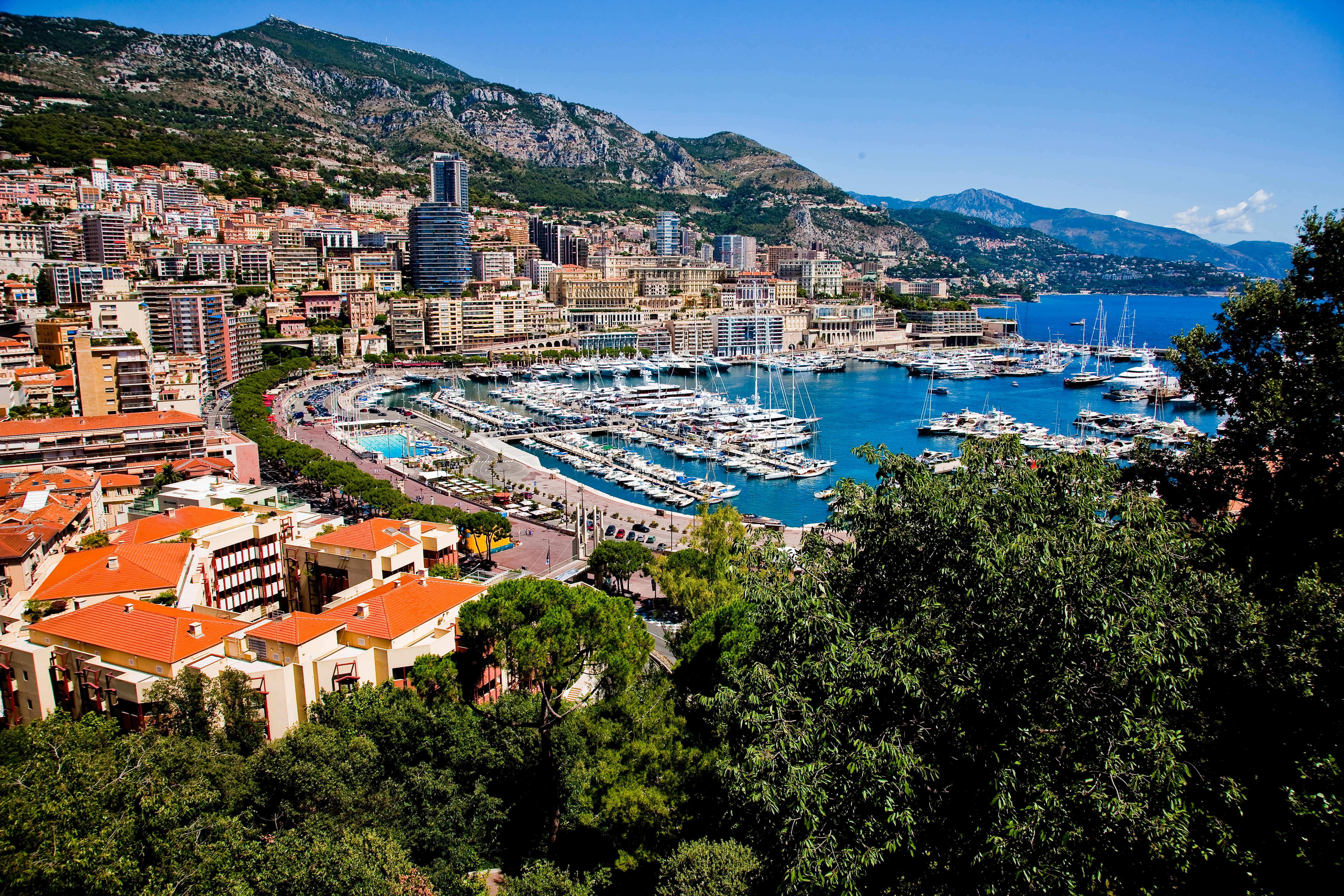
モンテカルロ（モナコ）、グローバル・プロパティ・ガイドによると、世界で最も高価な住宅街

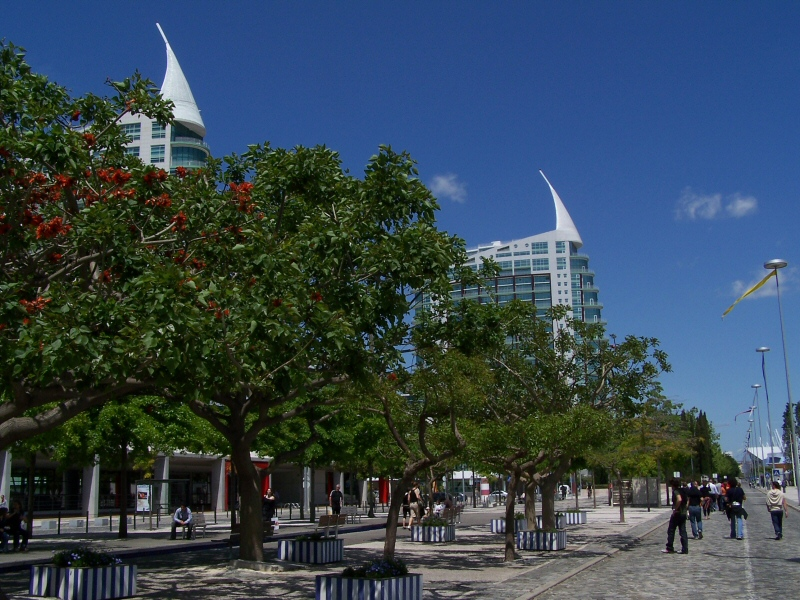
パルケ・ダス・ナソンイス地区、リスボン、PRT

なお、高級住宅地ないし高級リゾート地としては、モナコも包含する南フランス（南仏）のコート・ダジュールが世界的に有名である。コート・ダジュールの中心都市ニースではシミエ地区があげられる。

### ポルトガル
ポルトガルなどルゾフォニアではそのようなタイプの命名法はない。ただし経済的に豊かな人口密集地がある都市の場合、例えばリスボンであれば、ラパ、エストレラ、パルケ・ダスナッソエス、プリンチペレアルとシアードなどいくつかみられる。

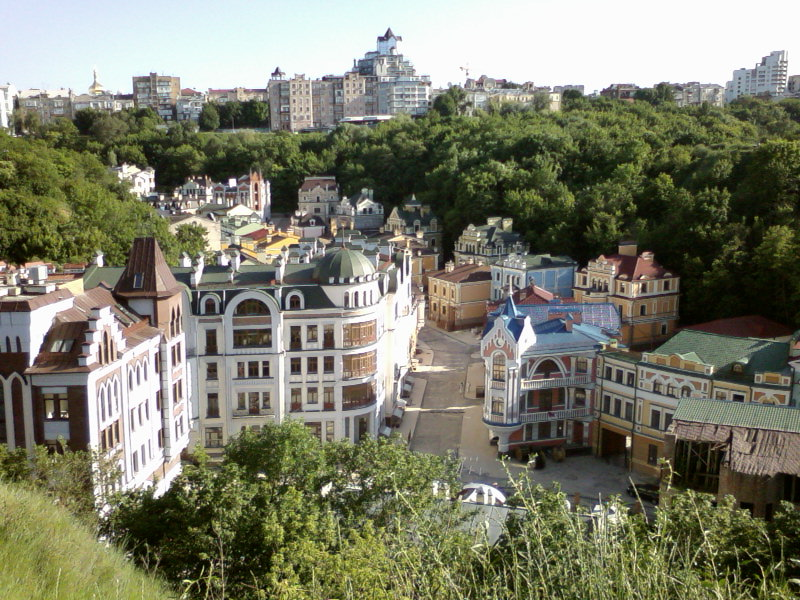
ゴンチャリ-コズミャキ、キエフの中心、UKR。

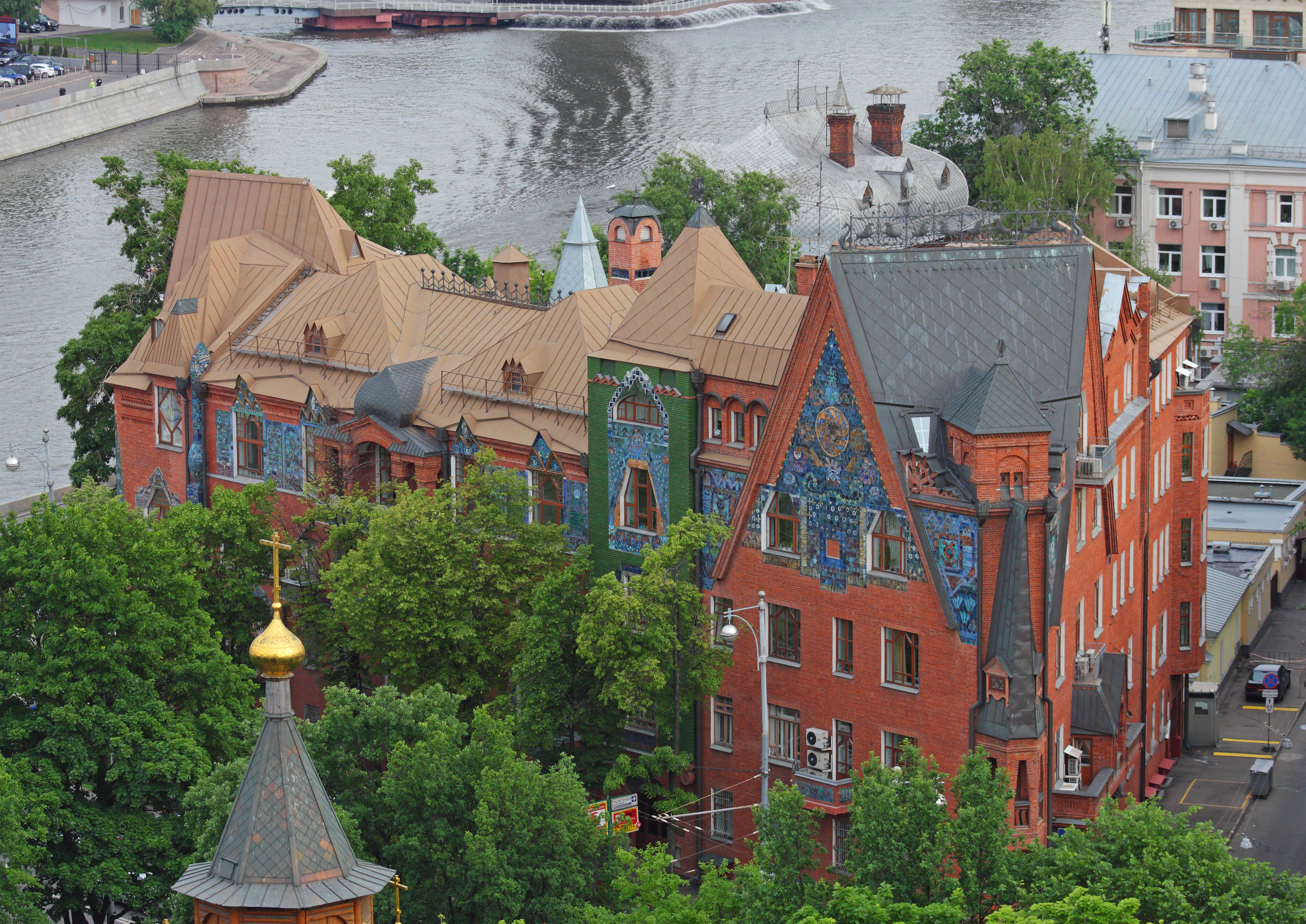
カモヴニキ、中央行政区、モスクワ、RUS。

### ロシアとウクライナ
ロシアでは、共産主義政府とソ連の崩壊後、高貴な地域の現象がより一般的になった。これらの地域で最もよく知られているのはルブリオフカである。事実上、ルブリオフカは公式の地区ではなく: ジュコフカ、バルビカ、ゴーリキー2、ゴーリキー-10、セレブリアニーボルなどのゲーテッドコミュニティで構成されている。18世紀の終わりに、16の王子一族と5人のコンダル一族がそこに住んでいた。しかし、ヨシフ・スターリンのダーチャのおかげで、近所は1910年代に自分自身を崇拝した。その後まもなく、ソ連の政治家と知性のメンバーは、近所に彼らのダーチャを建てた。2000年代以降、この地域は政治エリートのメンバーの拠点の一つである(その中には、ドミートリー・メドヴェージェフ、ウラジーミル・プーチン、ミハイル・ゴルバチョフ、ロシアのオリガルヒ、モスクワの有名人がいる)。ルブリオフカの地価は、今日、モスクワ州とすべてのポストソビエト諸国の中で最も高価である。Forbesによると、ここに位置する邸宅の1つは、世界で最も高価な5つのプロパティのリストに含まれている。
ウクライナに関する限り、キエフの南にコンシャ・ザスパがある。他の高貴な地域のように、コンシャ・ザスパは徐々にそして効果的に高潔になった。近隣は閉鎖されたマンションで構成されており、高速道路の左側が最も価値があると考えられている。コンシャ・ザスパは、その高価な地形と金持ちの住民、公人、政治家、政治家でウクライナで有名である。

## 北米における高級住宅街

### アメリカ
広大な国土を持つアメリカにおいては大半の場合、高級住宅街は都心部から十数キロメートル以上離れた郊外に存在する。

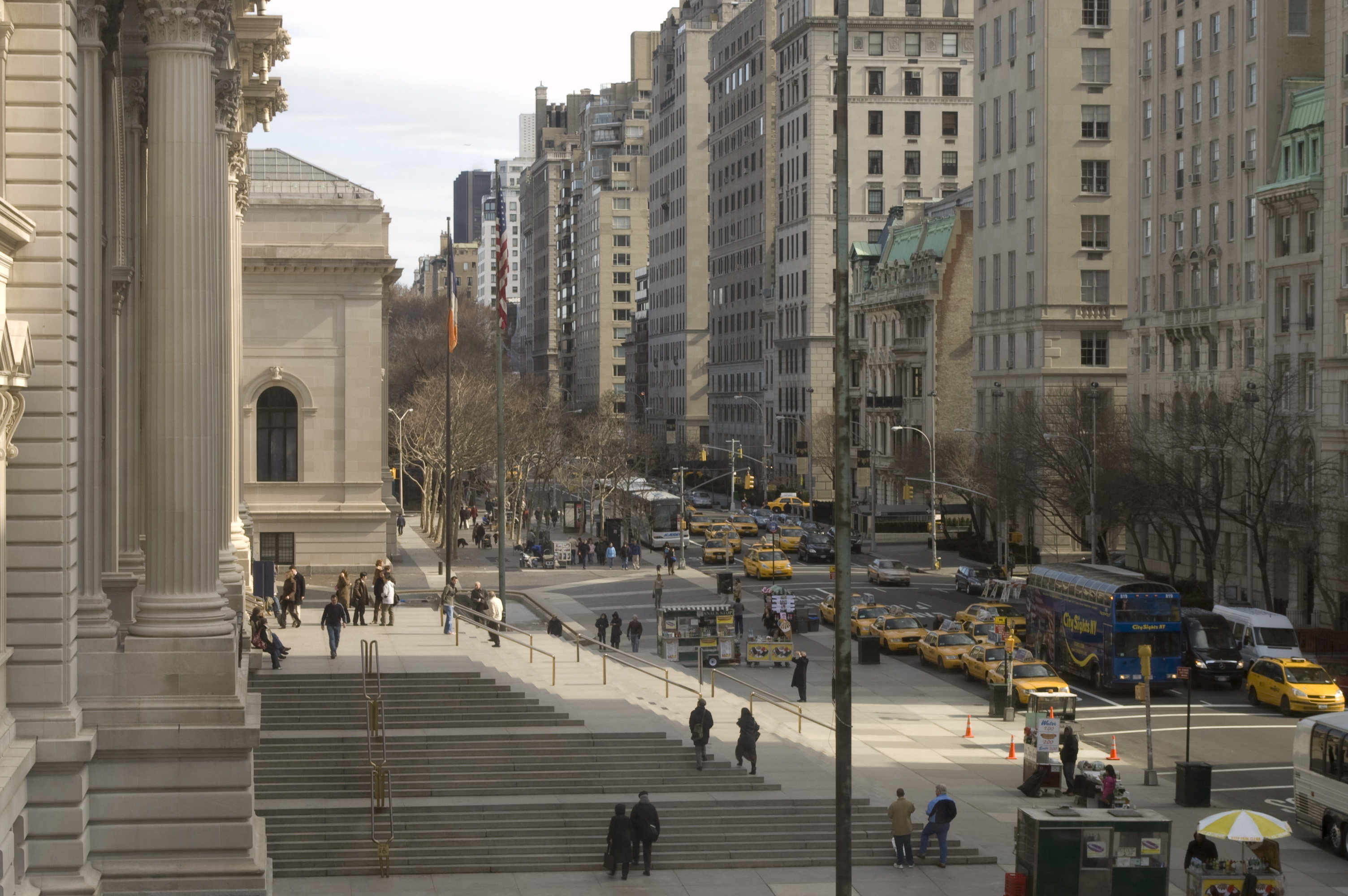
マンハッタン アッパー・イースト・サイド界隈ミュージアム・マイル (5番街）の街並

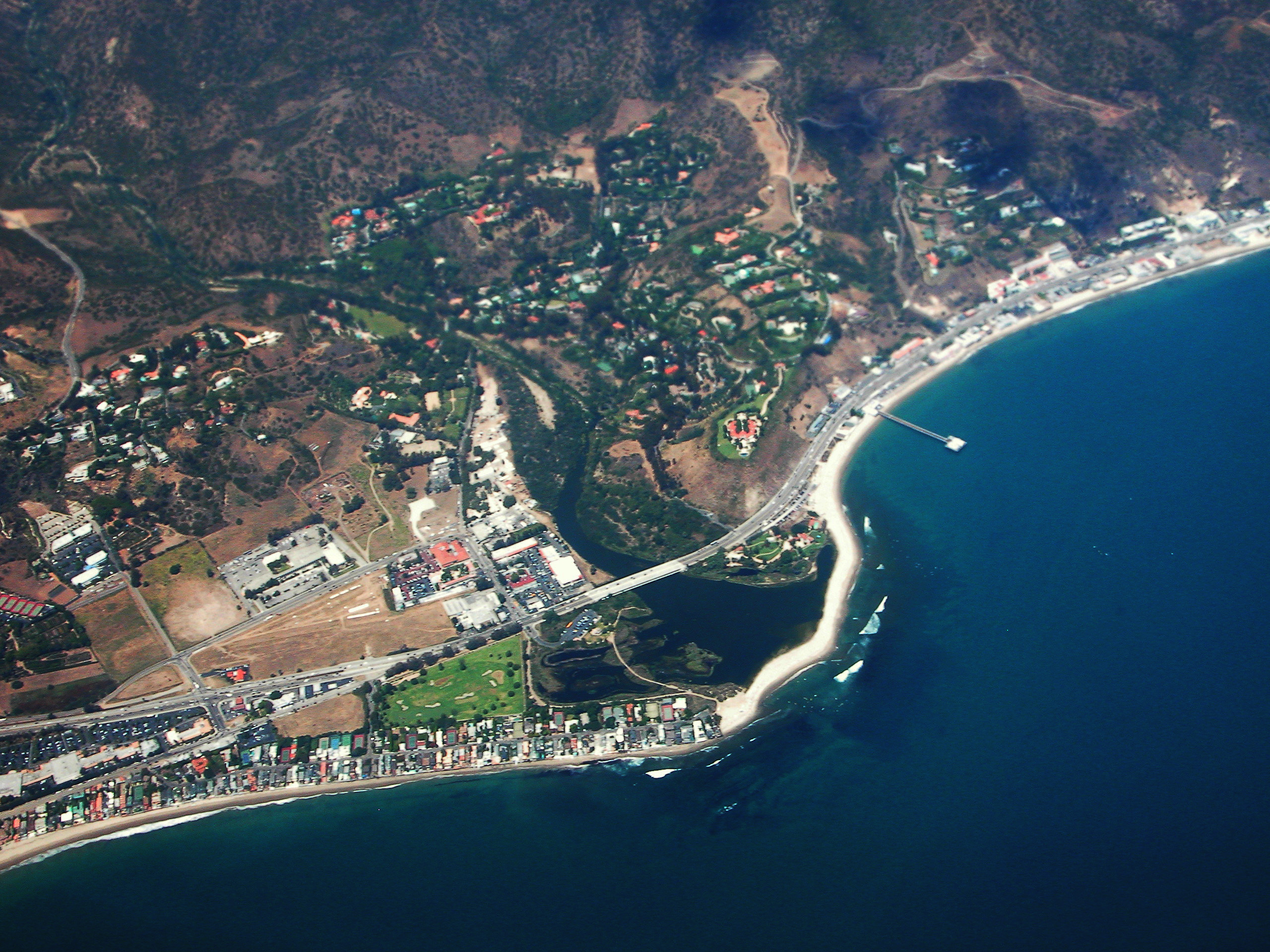
マリブ、ロサンゼルス郡

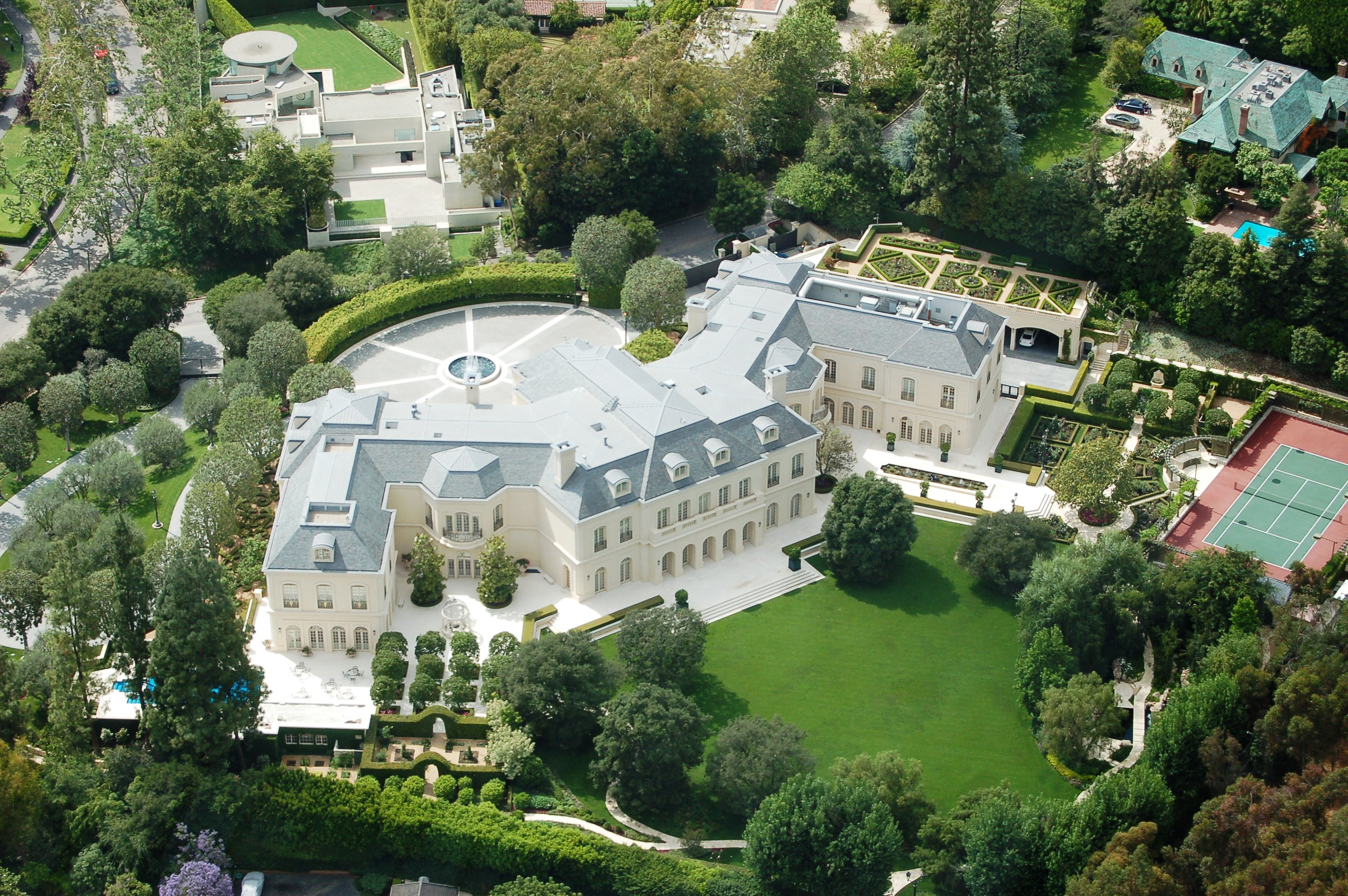
ビバリーヒルズとベルエアとホルムビーヒルズ（写真）はロサンゼルス郡で最も高価な地域であるため、プラチナトライアングルと呼ばれている。

東海岸を見ると、ニューヨーク都市圏では、ウエストチェスター、ニュージャージー州のアルパイン、コネチカット州などが知られている。
西海岸をみると、サンフランシスコを中心とするサンフランシスコ・ベイエリア都市圏では、サンフランシスコ市の緑豊かなプレシディオ地区、スタイリッシュな店が軒を並べるパシフィックハイツ地区、ゴールデンゲートブリッジ対岸のサウサリート、またサンフランシスコ・オークランド・ベイブリッジ対岸の大学都市であるバークレーの背後に広がる丘陵地帯バークレー･ヒルズ、その尾根づたいのケンジントン市やオークランドのクレアモント地区などがサンフランシスコ湾を見渡す好立地条件にあり一般的に高級住宅街として知られている。ロサンゼルス都市圏では、ビバリーヒルズ、ベルエア、パサデナ、サンタモニカ等が知られている。マリブの他、カラバサスは"ハリウッドセレブ"の住む高級住宅街として映画にも登場する。その他、ハワイ州オアフ島のカハラなども中心部から離れた場所にある。
ニューヨークの中心部であるマンハッタンには一戸建てがほとんど無く、数少ない例外であるがアッパー・イースト・サイドにはタウンハウスが存在し数十億円で取引されている。高級アパートメントが立ち並び治安や環境の良い地域はアッパー・イースト・サイドが代表的である。北東部に位置するマサチューセッツ州ボストンのビーコンヒルも数少ない例外の1つであり、一戸建てが非常に少ない。
概して経済力による住み分けの激しいアメリカは「豪邸が立ち並んでいるから高級住宅街」というわけではなく「どのような人（人種や職業など）が住んでいるか」が重要となる。事実、その国土の広さがもたらす地価の安さ及び人口密度の低さ故、立地次第では中流階級でも巨大な土地にプール付きの邸宅を構えることも可能である（日本の住宅と比べれば大半の一戸建てが「豪邸」と呼ぶに相応しいサイズである）。
日本の都市はオフィス街と住宅街が隣接していることも多いが、アメリカにおいてはその区別は非常に明確で、殆どの都市において一定以上の経済力を持つ富裕層で家族をもつ世帯は、概して郊外への移住を好む。主な理由として緑が多く閑静で好環境であること、貧困層が少ないため治安が良いこと、サイズの大きな家に住めること、などがある。デメリットとしては都心部への通勤時間が長くなることがあるが、アメリカの労働環境やアメリカ人富裕層の住宅事情を鑑みた場合、メリットがデメリットを凌いでいる。またこれらの郊外高級住宅街のいくつかは「ゲーテッド・コミュニティ」と呼ばれ、周辺を監視カメラなどを装備した塀で覆い、出入り口には警備員を常駐させたゲートを構えるなどして内部の治安を保つようにされている。
このように、「レジデンシャル・セグレゲーション」と呼ばれるアメリカの経済格差による住み分けは激しく、ニューヨーク都市圏などの一部の例外（なおニューヨーク都市圏にも、上述の郊外のウエストチェスターにスカースデールやハーツデールなどの高級住宅街がある）を除けば「郊外＝富裕層 都心＝貧困層」と考えても概ね差し支えない。例えば郊外で生活する為には車の購入は必須であり、賃貸住宅も少ない（アパートメントはほぼ皆無）ため必然的にローンを組める信頼度が必要なことなど「郊外族」にはそれ相当の収入が必要となる一方、都心部の場合公共交通機関が安価で利用でき、尚且つ賃貸住宅（主にアパートメント）に入居するので審査が軽い。もちろん多くの大都市の都心部にも富裕層は在住しているが全体的な比率や人口動性を見た場合、郊外の住宅街へと移り住むことがはるかに多い。

### カナダ

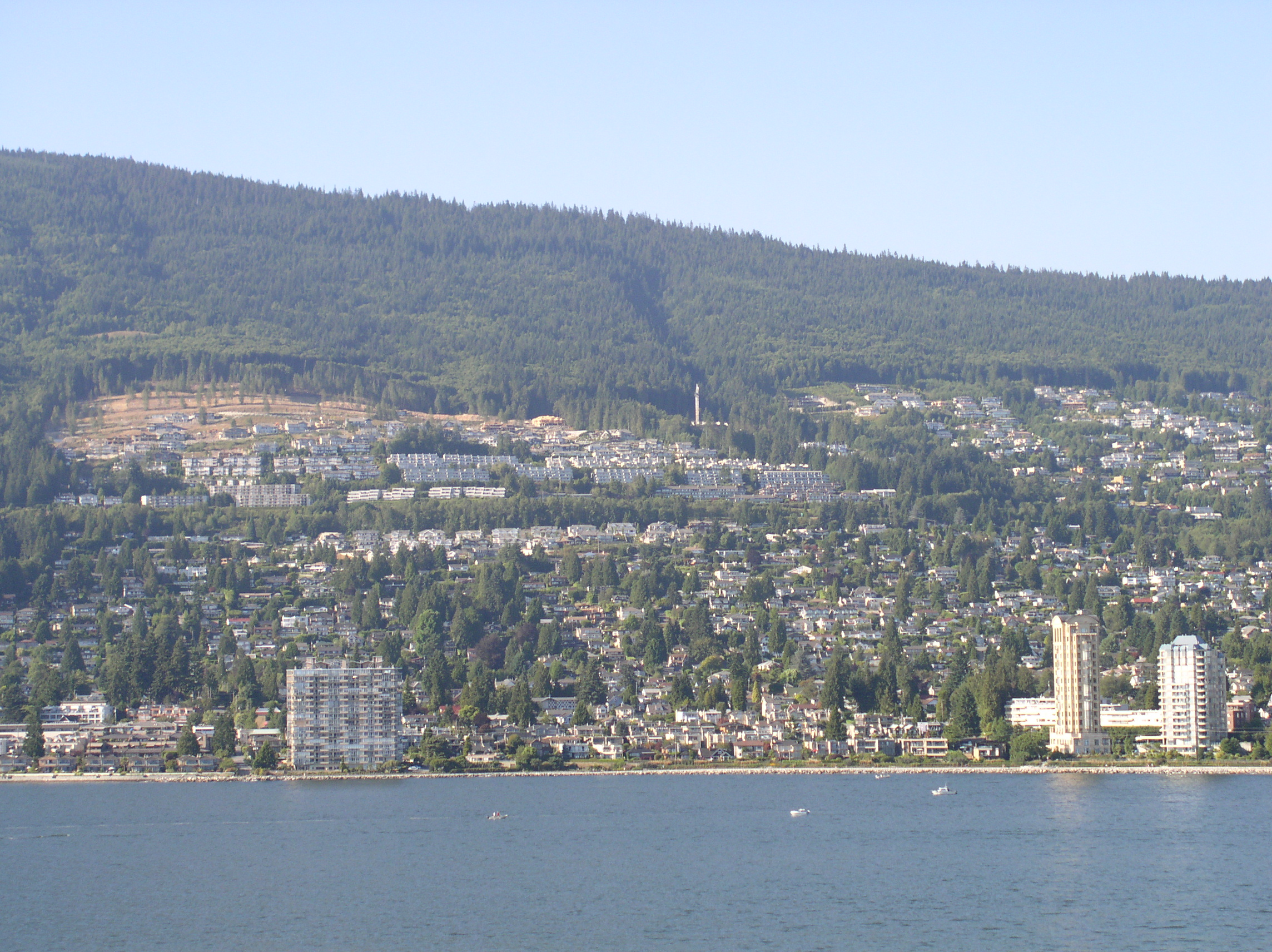
ウェストバンクーバー

カナダ西部太平洋岸のブリティッシュコロンビア州、バンクーバー市を中心とするバンクーバー都市圏では、ダウンタウンの郊外北西に位置するウェストバンクーバー市南部が､大富豪の巨大邸宅が連なるエリアとして知られている。

### メキシコ

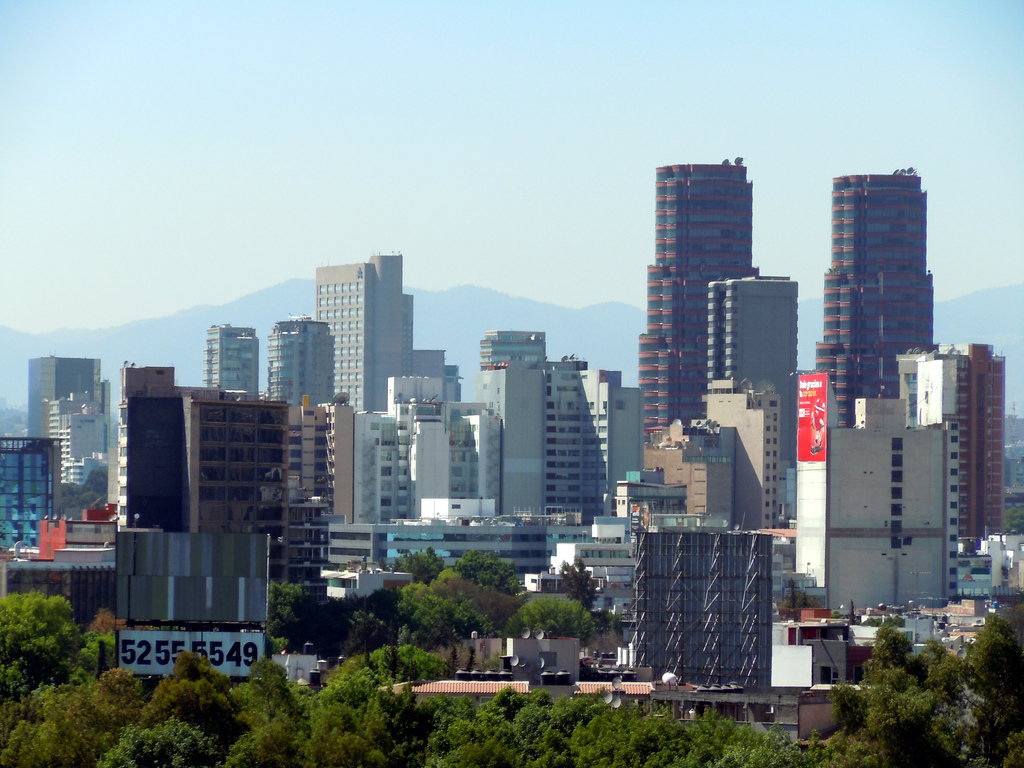
ポランコ、メキシコ市、MEX。

メキシコでは、サン・アンヘル、ロマス・デ・チャプルテペック、ポランコ、ハルディネス・デル・ペドレガルなどの例がある。

## 東亜における高級住宅街

### 日本

#### 関東地方
埼玉県
さいたま市浦和区の高砂、岸町、常盤は、高級住宅街として知られる。所沢市松が丘地区は西武グループが開拓したニュータウンの高級住宅街であるが、バブル崩壊や高齢化の影響で地価が低下している。
千葉県
市川市の国府台、市川、真間、菅野、八幡一帯は、大正時代に別荘地として分譲されて将校たちが邸宅を構え、高級住宅街として栄えて屋敷街を形成し、現在も千葉県内の住宅地の公示地価として第1位になることが多い。船橋市の海神や花輪台は、昭和初期に京成電鉄や京急によって高級住宅街として分譲され、市内では「東の海神、西の花輪台」と称された。千葉市には、バブル期に1戸あたり数億円から数十億円で販売されたゲーテッドコミュニティ形式を採用した住宅街「ワンハンドレッドヒルズ」が存在するが、バブル崩壊や高齢化の影響で地価が低下している。
東京都
明治時代以降、江戸市街のうち山の手を中心とする一部のエリアに富裕層が居を構えるようになり、初期の高級住宅街が形成された。芝（白金台・高輪・三田等）、四谷、牛込（払方町・市谷・若宮町等）、番町、麹町、紀尾井町、赤坂（赤坂・南青山等）、麻布（南麻布・元麻布・六本木・広尾等）、小石川（小日向・音羽・関口・白山・目白台等）、本郷（本郷・千駄木・本駒込等）といったエリアが該当する。しかし、1923年（大正12年）に東京中心部を襲った関東大震災はこの流れを大きく変える事となり、震災を契機として武家屋敷跡をルーツにしない高級住宅街が多く誕生する。渋谷区の松濤・富ヶ谷・神山町・南平台町や世田谷区の瀬田・桜新町・深沢・岡本・上北沢、杉並区の浜田山・永福・南荻窪・松庵などがそれに該当する。大正期には、さらに鉄道会社が東京の郊外に電車を走らせその沿線に高級住宅街を開発していく。その代表例として知られているのが大田区の田園調布である。渋沢栄一などを中心として1918年（大正7年）に設立された田園都市株式会社（現在の東急株式会社の源流の一つ）が、当時交通が不便だったエリアに鉄道を敷設し住宅街としての開発を進めるという、阪急の手法を東京で最初に用いた事例である。1922年（大正11年）洗足地区（洗足田園都市）、翌年多摩川台地区（後の田園調布）が分譲され、1980年（昭和55年）には星セント・ルイスのギャグ「田園調布に家が建つ」の流行を経て、現在は全国に知られる高級住宅街として認知されている。同様に東急電鉄の自由が丘、緑が丘、奥沢、久が原、等々力、小田急電鉄の成城、経堂、赤堤などが高級住宅街として開発され、現在でも知られている。昭和期には、品川区の城南五山（東五反田・上大崎・北品川・高輪）が新興の高級住宅街として開発された。平成に入ると、造船等の工業地域跡を利用したタワーマンションを中心として、江東区豊洲が高級住宅地として開発された。
神奈川県
横浜市中区山手は、明治期の外国人居留地に端を発し、古くから高級住宅街として知られている。鎌倉市鎌倉山は、昭和初期から別荘地として分譲された歴史を持ち、その運営会社が経営不振に陥った後は頒布資料による高級イメージ戦略など、住民らの努力により高級住宅地へと変容していった。横浜市青葉区美しが丘や平塚市日向岡は、多摩田園都市構想により誕生した、新興の高級住宅街である。逗子市の披露山庭園住宅もまた、昭和40年代に分譲された新興の高級住宅地であり、「日本のビバリーヒルズ」などと呼ばれた。

#### 中部地方
愛知県
名古屋市では、昭和区の南山とその周辺一帯が、1939年より八事風致地区として計画・指定された高級住宅街となっている。尾張高野の名で知られた興正寺など風光明媚な文化人の保養地であったことに起因する。これらの計画にあたり、八事の有力者である、料理旅館（現在は老舗料亭）の八勝館の館長柴田次郎にも影響を及ぼし、周辺の田園都市の開発が進行した。1970年には、名古屋市風致地区建築等規制条例が施行され、市の計画的な建ぺい率の制限や植栽への配慮等の住宅環境向上が図られた。また、東区の「白壁・主税・橦木町並み保存地区」は質の高い住宅が多いとされる。千種区の覚王山も高級住宅街として知られている。

#### 近畿地方
近畿地方の高級住宅街は、阪神間に多くみられるが、その中でも兵庫県の神戸市・芦屋市・西宮市に高級住宅街が多い。これらの邸宅街の多くは阪急神戸本線・今津線・甲陽線沿線に重なっているが、これは小林一三が主導した阪急電鉄路線網の拡充と宅地開発が連動していることによる。
京都府
京都市内では京都盆地を取り囲む山々に高級住宅街が点在し、中でも下鴨に代表される左京区に多い。
大阪府
大阪府においては、上町台地上西端にある帝塚山は高級住宅街として有名である。北部では、北摂の衛星都市、地理的には北摂山系の南側、特に阪急沿線の池田市・箕面市・豊中市 ・吹田市に高級住宅街が数多く形成されている。古くから邸宅街が形成されたため国内初となる事例が多く、そのうち特筆すべきものとして、1910年（明治43年）に日本で初めて私鉄系不動産が分譲した邸宅街である池田市室町、日本初の田園都市型郊外住宅地とされる吹田市千里山住宅地、総合商社による宅地開発として日本最初の事例である高槻市南平台がある。
池田市においては、五月山と猪名川を有する豊かな自然環境と景観を背景に、明治後期から箕面有馬電気軌道（現・阪急電鉄）に代表される宅地開発が積極的に行われた。満寿美町・旭丘・石橋など市内各所に、現在も住宅地地価上位を占める大阪屈指の住宅街が広がる。
箕面市においては、明治の森箕面国定公園に代表される景勝地として古くから知られ、百楽荘・桜井・桜ケ丘などの阪急箕面線沿線での宅地開発が行われた。
豊中市においては、鉄道開業による都心へのアクセス性と小高い丘が連続する景観の良さを背景に、大正から昭和初期にかけて大規模な宅地開発が行われた。現在も東豊中・待兼山・西緑丘にかけての地域で、富裕層の多く住まう住宅街が整備されている。
大阪府東部・南部の高級住宅街としては、堺市西区の浜寺昭和町周辺は明治時代末期から別荘地として開発された地区で、昭和に入り高級住宅の建設が進んだ。
兵庫県
兵庫県においては神戸市・芦屋市・西宮市に高級住宅街が多いが、阪急電鉄の住宅開発がこれらの地域に与えた影響は大きい。
神戸市においては、東灘区の住吉地区各町に邸宅街が形成されているが、これは明治後期から昭和初期にかけて、このエリア（旧・住吉村）に居住する富豪数が日本最多であった事に由る。
芦屋市には敷地面積の最低限度等を条例で定める景観保護条例が存在し、その対象は六麓荘町と奥池南町である。
西宮市に於ては西宮七園と呼ばれる地域が高級住宅街に該当し、其々、苦楽園/甲陽園/甲東園/香櫨園/甲風園/昭和園/甲子園の名称をもつ。その内、甲子園は阪神沿線で他は全て阪急沿線に立地する。
奈良県
奈良県は個人貯蓄額が全国の都道府県で4位、金融資産残高が全国で2位、家計総資産額が全国5位でいずれも近畿地方で1位である。北部全体として堅実な富裕層が多く、県北西部の奈良市西部から生駒市にかけては、選好性が高い住宅地が広がり、高所得者層が多い地域である。特に生駒市が顕著である。

北部では、学園前駅から学研北生駒駅・学研奈良登美ヶ丘駅にかけての近鉄などにより造成された百楽園町や登美ヶ丘一丁目・二丁目、中登美ヶ丘二丁目、を筆頭とする、奈良市は学園前駅周辺や登美ヶ丘、生駒市は真弓、北大和など奈良市から生駒市にかけての丘陵地の周辺一帯の近鉄奈良線・けいはんな線沿線の住宅地は豪邸なども多くあり、高級住宅街と言われている。有名な事例として、長らくこの地域には近鉄の役員の多くが居を構えており、例えば松伯美術館は近鉄中興の祖、佐伯勇の旧邸宅敷地にある。
また、生駒市には他にも、生駒台や緑ヶ丘、東生駒、さつき台など近鉄生駒駅、東生駒駅周辺にも邸宅街が広がる。

#### 九州地方
福岡県
福岡市中央区の大濠、浄水通、平尾などは、大正から昭和初期にかけて開発され、高級住宅街として知られる。

### 香港

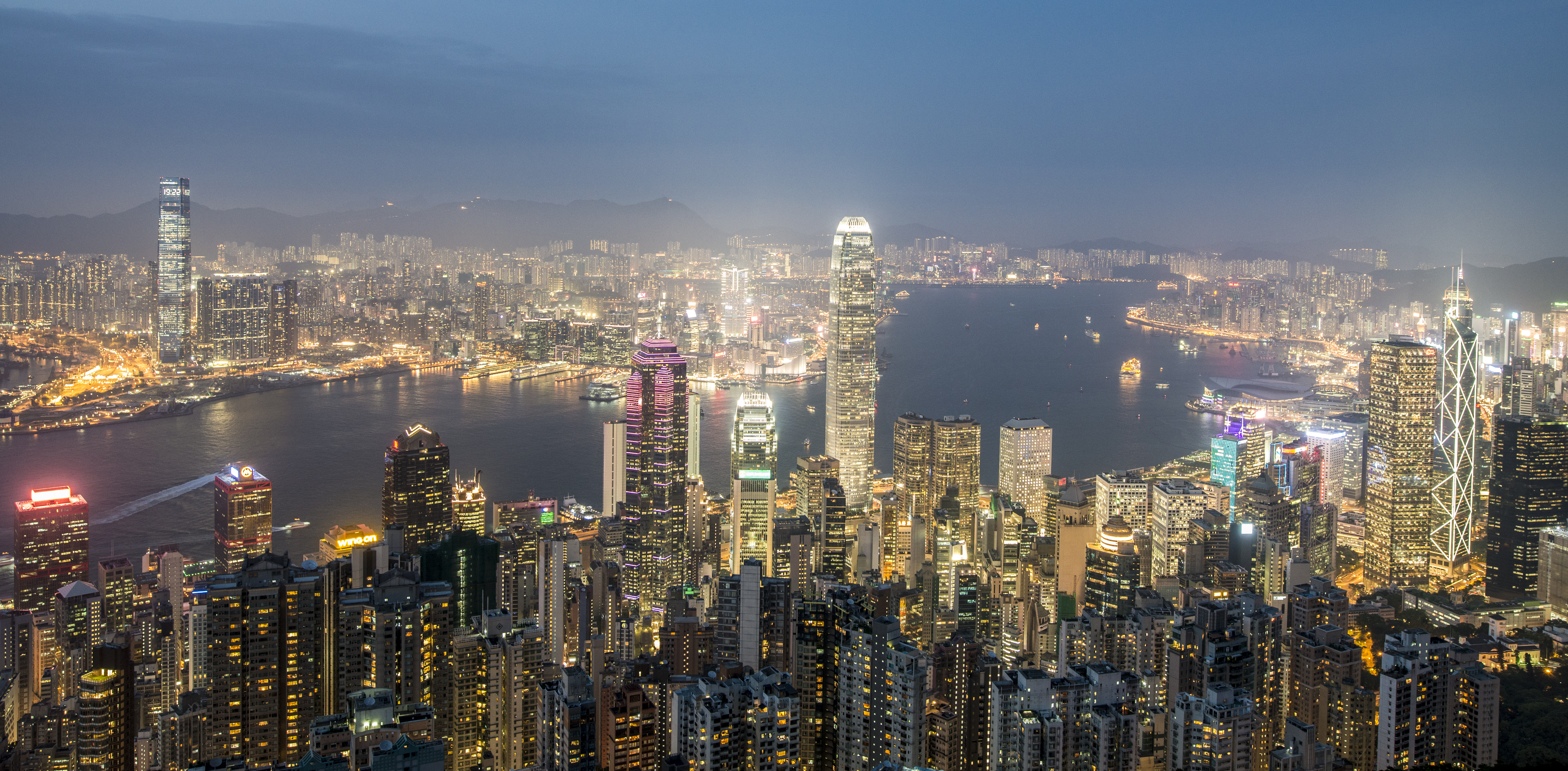
ヴィクトリア・ピーク

香港島では､香港ピーク地区が高級住宅街とされる。

### 台湾
古くから外国人が居住した台北市の士林区天母が高級な住宅街の雰囲気を醸し出しているとして有名。